# Gonzalo Pando
Gonzalo Pando Rivero (f. 1937) fue un militar español que combatió en la Guerra civil.

## Biografía
Médico de profesión, al comienzo de la Guerra civil se encontraba destinado en el pueblo de Rascafría.
Pando fundaría el batallón «Thaelman», con el cual posteriormente se uniría a la columna que mandaba el mayor Juan «Modesto», combatiendo en el frente de la Sierra. Posteriormente asumiría el mando de dicho batallón. En febrero de 1937 fue nombrado comandante de la 9.ª Brigada Mixta, unidad al frente de la cual intervendría en las batallas de Jarama y Guadalajara. Pando falleció en combate el 31 de julio de 1937, durante la batalla de Brunete.